# Ion Draica

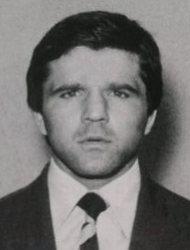
Ion Draica

Ion Draica (* 5. Januar 1958 in Constanța, Kreis Constanța) ist ein ehemaliger rumänischer Ringer.

## Werdegang
Ion Draica begann in seiner Heimatstadt Constanța im Alter von 11 Jahren beim Sportklub Farul Constanța mit dem Ringen. Bereits im Jugend- und Juniorenalter gehörte er zu den besten rumänischen Ringern im griechisch-römischen Stil seiner jeweiligen Altersgruppe. Zu verdanken hatte er dies auch seinem Trainer Constantin Ofițerescu. Nachdem er 1976 rumänischer Juniorenmeister mi Weltergewicht geworden war, wurde er zu den Junioren-Europameisterschaften in Posen entsandt, wo er einen guten 5. Platz belegte. Bereits im folgenden Jahr 1977 wurde er – knapp neunzehnjährig – zum ersten Mal auch bei einer internationalen Meisterschaft bei den Senioren eingesetzt. Er rechtfertigte dieses Vertrauen, denn er wurde bei den Europameisterschaften in Bursa sensationellerweise Europameister. Dabei besiegte er auch den sowjetischen Favoriten Anatoli Nasarenko. Aus diesem Grunde stellten die Sowjets bei den Weltmeisterschaften des gleichen Jahres Wladimir Tscheboksarow im Mittelgewicht gegen Draica. Tscheboksarow gelang es tatsächlich, Draica zu besiegen. Ein Sieg, der freilich am seidenen Faden hing, denn nachdem beide Ringer schon zwei Passivitätsverwarnungen erhalten hatten, erhielt Ion Sekunden vor Schluss die dritte Verwarnung, die Tscheboksarow den Titel brachte. Ion wurde Vizeweltmeister.
Danach folgten zwei außerordentlich erfolgreiche Jahre für Ion. Zunächst wurde er Junioren-Europameister, dann wiederholte er in Oslo seinen Europameisterschaftssieg des Vorjahres und wurde schließlich 1978 in Mexiko-Stadt Weltmeister im Mittelgewicht. In Oslo gelangen ihm sechs Siege, wobei er hier in dem Ungarn Miklós Hegedűs seinen härtesten Gegner hatte, gegen den er schon bei der Weltmeisterschaft des Vorjahres, ohne dass dies negative Auswirkungen für ihn gehabt hätte, verloren hatte. Glück hatte er auch, dass sich Tscheboksarow schon in der 2. Runde dieses Turnieres verletzte und aufgeben musste. In Mexiko-Stadt besiegte Ion Draica aber auch Tscheboksarow und wurde deshalb verdientermaßen Weltmeister.
Bei der Europameisterschaft 1979 in Bukarest gewann Ion seinen vierten Titel in Folge. Dazu reichten ihm diesmal vier Siege. Bei der Weltmeisterschaft des gleichen Jahrs in San Diego konnte er seinen WM-Titel des Vorjahres nicht verteidigen. Er verlor in der 5. Runde gegen den neuen sowjetischen Star Gennadi Korban und schied vor dem Erreichen der Endrunde aus.
In das Olympiajahr 1980 startete Ion ausgesprochen schlecht, denn er kam bei der Europameisterschaft in Prievidza nur auf den 6. Platz. Verantwortlich dafür waren zwei Doppel-Disqualifikationen in den Kämpfen Draica gegen Korban und Draica gegen Leif Andersson aus Schweden. Es zeigte sich, dass der defensive Ringstil von Ion Draica bei den Kampfrichtern nicht mehr so gut ankam. Das war auch der Grund, warum Ion bei den Olympischen Spielen 1980 in Moskau schon nach der 2. Runde ausgeschieden war. Wieder wurde er mit seinem Gegner wegen Passivität disqualifiziert.
Erst nachdem er sich ab 1981 wieder eines offensiveren Ringstils befleißigte, kamen auch wieder die Erfolge. Bei der hervorragend besetzen Studenten-Weltmeisterschaft 1981 in Bukarest gewann er den Titel vor dem sowjetischen Sportler Taimuraz Abchazawa, auf den er in den nächsten Jahren noch öfters treffen sollte. Sehr erfolgreich rang Ion dann auch bei den Weltmeisterschaften 1981 in Oslo und den Europameisterschaften 1982 in Warna, wo er jeweils den 3. Platz belegte, sowie bei den Weltmeisterschaften 1982 in Kattowitz und den Europameisterschaften 1983 in Budapest, wo er jeweils Vizemeister wurde. Als Hemmschuh erwies sich dabei bei drei dieser Veranstaltungen besagter Taimuraz Abchazawa, der Ion dreimal besiegte.
Ein erfolgreiches Karriereende gelang Ion Draica dann bei den Olympischen Spielen 1984 in Los Angeles. Mit fünf Siegen wurde er Olympiasieger. Im Finale bezwang er dabei den Griechen Dimitrios Thanopoulis mit 4:3 Punkten.
Nach diesen Spielen beendet Ion seine Laufbahn als aktiver Ringer. Er besuchte die Akademie für Leibeserziehung und Sport (ANEFS) in Bukarest und arbeitete danach als Trainer. Später wurde er Präsident des Sportklubs „Farul“ Constanța und vorübergehend auch Präsident des rumänischen Ringerverbandes. Schließlich machte er im Jahr 2005 negative Schlagzeilen, als er in einen Korruptionsskandal verwickelt war, nachdem er im Jahr 2004 noch eine hohe Staatsauszeichnung durch den rumänischen Staatspräsidenten erhalten hatte.

## Internationale Erfolge
(OS = Olympische Spiele, WM = Weltmeisterschaft, EM = Europameisterschaft, GR = griech.-röm. Stil, We = Weltergewicht, Mi = Mittelgewicht, damals bis 74 kg bzw. 92 kg Körpergewicht)
- 1976, 5. Platz, Junioren-EM in Posen, GR, We, hinter Kolikian, UdSSR, Thieme, DDR, Wiesław Dziadura, Polen und Mustafa, Türkei und vor Langacher, Schweiz;
- 1977, 1. Platz, EM in Bursa, GR, Mi, mit Siegen über Jimmy Martinetti, Schweiz, Ömer Suzan, Türkei, Anatoli Nasarenko, UdSSR, Istvan Nagy, Ungarn, Leif Andersson, Schweden und Pawel Christow, Bulgarien;
- 1977, 2. Platz, WM in Göteborg, GR, Mi, mit Siegen über Leif Andersson, Klaus Mysen, Norwegen, Masuhara Hanawa, Japan, Momir Petković, Jugoslawien, Pawel Pawlow, Bulgarien und Jan Dolgowicz, Polen und Niederlagen gegen Miklós Hegedűs, Ungarn und Wladimir Tscheboksarow, UdSSR;
- 1978, 1. Platz, Junioren-EM in Oulu, GR, Mi, vor Piotr Winitschenko, UdSSR, Sandor Kappesz, Ungarn, Sören Claesson, Schweden, Andrzej Malina, Polen und Caj Jägergaard, Dänemark;
- 1978, 1. Platz, EM in Oslo, GR, Mi, mit Siegen über André Bouchoule, Frankreich, Hegedűs, Mysen, Caj Jägersgaard, Dänemark, Christow und Dolgowicz;
- 1978, 1. Platz, WM in Mexiko-Stadt, GR, Mi, mit Siegen über Suzan, Daniel Frometa, Kanada, Dan Chandler, USA, Tscheboksarow, Kurt Spaniol, BRD und Momir Petkovic;
- 1979, 1. Platz, EM in Bukarest, GR, Mi, mit Siegen über Dolgowicz, Mysen, Miroslav Janota, Tschechoslowakei und Leif Andersson; im Kampf Draica gegen Taimuraz Abchazawa, UdSSR wurden beide Ringer wegen Passivität disqualifiziert;
- 1979, 4. Platz, WM in San Diego, GR, Mi, mit Siegen über Petkovic, Spaniol, Dolgowicz, Pawel Pawlow, Bulgarien und einer Niederlage gegen Gennadi Korban, UdSSR;
- 1980, 1. Platz, Großer Preis der BRD in Aschaffenburg, GR, Mi, vor Dolgowicz, Pawel Pawlow, Bulgarien, L. Slajher, Jugoslawien, Miroslav Janota und Siegfried Seibold, BRD;
- 1980, 6. Platz, EM in Prievidza, GR, Mi, mit Siegen über Spaniol und Detlef Kuhn, DDR; in den Kämpfen Draica gegen Korban und Draica gegen Leif Andersson wurden die Ringer jeweils wegen Passivität disqualifiziert;
- 1980, 10. Platz, Olympische Spiele in Moskau, GR, Mi; Draica wurde zusammen mit seinen Gegnern in den Kämpfen gegen Jan Dolgowicz und Leif Andersson disqualifiziert und schied aus;
- 1981, 8. Platz, EM in Göteborg, GR, Mi, mit Sieg über Dimitrios Thanopoulos, Griechenland und Mysen und Niederlagen gegen Mikko Huhtala, Finnland und Korban;
- 1981, 1. Platz, Studenten-WM in Bukarest, GR, Mi, vor Abchazawa, Evgeni Stamow, Bulgarien, Thomas Press, USA, Bogdan Merkiel, Polen und Karoly Kopas, Jugoslawien;
- 1981, 3. Platz, WM in Oslo, GR, Mi, mit Siegen über Ferydinn Behnampour, Iran, Georges Marx, Frankreich, Dolgowicz und Mysen und einer Niederlage gegen Korban;
- 1982, 3. Platz, EM in Warna, GR, Mi, hinter Janimow, UdSSR und Andrzej Malina, Polen und vor Petkovic, Spaniol und Jarmo Övermark, Finnland;
- 1982, 2. Platz, WM in Kattowitz, GR, Mi, hinter Abchazawa und vor Dolgowicz, Petkovic, Adrian Berg von Linde, Schweden und Övermark;
- 1983, 2. Platz, EM in Budapest, GR, Mi, hinter Abchazawa und vor Malina, Sören Claesson, Schweden, Gyula Erdelyi, Ungarn und Petkovic;
- 1983, 4. Platz, WM in Kiew, GR, Mi, hinter Abchazawa, Leonard Lundell, Schweden und Övermark und vor Malina und Seibold;
- 1984, 5. Platz, EM in Jönköping, GR, Mi, mit Siegen über Ernesto Razzino, Italien, Lothar Ruch, BRD, Angel Bontschew, Bulgarien und Claesson und einer Niederlage gegen Malina;
- 1984, Goldmedaille, OS in Los Angeles, GR, Mi, mit Siegen über Mysen, Chandler, Ashram, Ägypten, Claesson und Thanopoulos